# جانی و تپل
جانی و تپل فیلمی به کارگردانی  و نویسندگی داوود اسماعیلی محصول سال ۱۳۵۶ است.

## بازیگران
- همایون
- شهناز تهرانی
- بهرام وطن‌پرست‏
- گیتی فروهر
- جهانگیر فروهر
- نعمت اله گرجی
- اکبر جنتی شیرازی
- کاظم روشن ضمیر
- محسن حاجیلو
- ایوب
- علی دهقان